# Electronic Industries Alliance
La Electronic Industries Alliance (EIA, conosciuta fino al 1997 come Electronic Industries Association) è un'organizzazione commerciale, costituita da una alleanza tra associazioni di categoria tra costruttori elettronici negli USA. Queste associazioni a loro volta governano i settori della attività di standardizzazione dell'EIA.
Prima del 1957 l'EIA era nota come "RETMA" (Radio Electronics Television Manufacturing Association).

## Attività
L'EIA è accreditata dall'ANSI per contribuire allo sviluppo di standard relativi a componenti elettronici, elettronica di consumo, informazione elettronica, telecomunicazioni e sicurezza internet.

### Standard
Gli standard EIA (in precedenza identificati come RS-<numero>, ora EIA-<numero>) sono concepiti in modo che apparecchiature di differenti costruttori possano essere intercambiabili e compatibili.
Alcuni standard EIA molto conosciuti sono:
- RS-170, lo standard televisivo B/N americano di cui l'NTSC è un'estensione
- RS-232, EIA-422, RS-449, EIA-485 per le comunicazioni seriali
- RS-279, il codice a colori per il valore dei componenti elettronici

## Associazioni
Tra le associazioni di categoria che costituiscono l'EIA vi sono:
- ECA – Electronic Components, Assemblies, and Materials Association
- GEIA – Government Electronics and Information Technology Association
- JEDEC – JEDEC Solid State Technology division, in precedenza Joint Electron Devices Engineering Councils
- TIA – Telecommunications Industry Association